# Corneliu
Corneliu este un prenume masculin românesc care se poate referi la:
- Papa Corneliu

- Corneliu „Bibi” Ionescu
- Corneliu Baba
- Corneliu Bălan
- Corneliu Bârsănescu
- Corneliu Berbente
- Corneliu Bichineț
- Corneliu Bîrsan
- Corneliu Bogdan
- Corneliu Calboreanu
- Corneliu Calotescu
- Corneliu Carp
- Corneliu Cezar
- Corneliu Chifu
- Corneliu Chirieș
- Corneliu Chișu
- Corneliu Ciontu
- Corneliu Codreanu (fotbalist)
- Corneliu Coposu
- Corneliu Diaconovici
- Corneliu Dima-Drăgan
- Corneliu Dobrițoiu
- Corneliu Dorin Gavaliugov
- Corneliu Dragalina
- Corneliu Dumitriu
- Corneliu E. Giurgea
- Corneliu Fânățeanu
- Corneliu Gârbea
- Corneliu Georgescu
- Corneliu Gurin
- Corneliu I. Penescu
- Corneliu Iacubov
- Corneliu Ioan Bucur
- Corneliu Ioan Dida
- Corneliu Ion
- Corneliu Leu
- Corneliu M. Popescu
- Corneliu Mănescu
- Corneliu Marin
- Corneliu Michăilescu
- Corneliu Micloși
- Corneliu Moldovan
- Corneliu Momanu
- Corneliu Monoranu
- Corneliu Neagoe
- Corneliu Onilă
- Corneliu Oros
- Corneliu Papură
- Corneliu Pârcălăbescu
- Corneliu Pascu
- Corneliu Petreanu
- Corneliu Popescu
- Corneliu Porumboiu
- Corneliu Robe
- Corneliu Rudencu
- Corneliu Seniuc
- Corneliu Șerban
- Corneliu Serghievici
- Corneliu Stelian Mirea
- Corneliu Stoica
- Corneliu Stroe
- Corneliu Șumuleanu
- Corneliu Tamaș
- Corneliu Teodorini
- Corneliu Turianu
- Corneliu Vadim Tudor
- Corneliu Vasilescu
- Corneliu Zelea Codreanu
- Corneliu-Dan Borcia
- Corneliu-Dan Vrabie
- Corneliu-Dan Zaharia